# Ашераденс, Арвил
Арвил Ашераденс (латыш. Arvils Ašeradens; род. 30 декабря 1962, Рига) — латвийский политический и государственный деятель. Председатель партии «Единство». Министр финансов Латвии с 14 декабря 2022 года. В прошлом — заместитель премьер-министра и министр экономики в правительстве Мариса Кучинскиса (2016—2019). Депутат 13-го созыва Сейма Латвии.
До начала политической карьеры Ашераденс был бизнесменом, издателем прессы и многолетним председателем правления медиагруппы «Диена».

## Биография
Арвил Ашераденс родился 30 декабря 1962 года в Риге. Окончил Рижскую среднюю школу № 72, а в 1986 году географический факультет Латвийского университета, получив степень магистра экономической географии.
С 1986 по 1989 год работал в информационном агентстве LATINFORM фоторепортёром, заместителем редактора. С 1989 по 1990 год Арвил был коммерческим директором газеты Народного фронта Латвии «Атмода». С 1990 по 2009 год он работал в газете «Diena» директором и председателем правления АО «Diena», членом правления SIA "Laikraksts Dienas bizness ", председателем правления SIA «Poligrāfijas grupa „Mūkusala“», SIA «Kauno diena», SIA «Reģionālā prese Diena», SIA «Dienas žurnāli».

## Политическая деятельность
В начале 2010 года Арвил Ашераденс вступил в партию «Гражданский союз» (ГС). После того, как партия приняла участие в создании ассоциации «Единство», Ашераденс стал одним из пяти представителей Гражданского союза в правлении ассоциации. Он также стал лидером предвыборной кампании партии. В мае 2010 года Арвил был избран в правление ГС. В том же году политик занял 10-е место на выборах в Сейм. Он был включён в список «Единство» в Видземском избирательном округе под четвёртым номером. Ассоциация получила большинство мест на выборах (33), а Ашераденс также вошёл в новый Сейм. После избрания в Сейм со 2 ноября 2010 по 17 октября 2011 года он был депутатом 10-го созыва Сейма, заместителем председателя Комиссии по претензиям и Комиссии национальной экономики, аграрной, экологической и региональной политики.
На внеочередных выборах в Сейм 2011 года он баллотировался по списку «Единства» и вскоре после начала работы Сейма стал депутатом парламента вместо сдавшего мандат в связи с назначением на министерский пост Артиса Пабрикса. С 17 октября 2011 года по 4 ноября 2014 года в качестве члена 11-го созыва Сейма Ашераденс был главой подкомиссии по науке и инновациям, заместителем председателя комиссии по социальным и трудовым вопросам и членом комиссии по государственным расходам и ревизии, а также парламентским секретарём министерства благосостояния.
Ашераденс безуспешно баллотировался кандидатом на выборах в Сейм 12-го созыва в 2014 году. После формирования нового правительства он был утверждён парламентским секретарём министерства финансов. Политик занимал эту должность с 5 ноября 2014 года по 11 февраля 2016 года.
11 февраля 2016 года Ашераденс стал заместителем премьер-министра и министром экономики в правительстве Мариса Кучинскиса, начал работу над отменой обязательной закупочной составляющей, а также либерализацией газового рынка. Ашераденса критикуют за то, что министерство экономики начало проверки ТЭЦ только тогда, когда информация о мошенничестве была опубликована в СМИ и это привлекло внимание общественности.
В августе 2017 года избран председателем «Единства». На выборах в Сейм в 2018 году он был избран депутатом парламента от объединения «Новое единство». Безуспешно баллотировался на выборах 2019 года в Европейский парламент.
15 сентября 2023 года назначен министром финансов Латвии в правительстве под руководством премьер-министра Эвики Силини.

## Личная жизнь
Женат на драматурге директоре Валмиерского драматического театра Эвите Ашераден (урождённой Сниедзе). Имеет 4 ребёнка. В свободное время занимается парусным спортом. Является членом Союза лесопромышленников Латвии.

## Награды
В 2007 году награждён Орденом Трёх звёзд 5 степени.